# Prix Tam-Tam
Les prix Tam-Tam, disparus en 2014, sont créés en 1995 dans le cadre du Salon du livre et de la presse de Montreuil, en partenariat avec les revues J'aime lire (7-11 ans), DLire (9-13 ans) et Je bouquine (11-15 ans) du groupe Bayard presse, mais également du réseau de librairies Canal BD. Les enfants sont invités à élire leur BD ou leur roman préféré, par classe ou individuellement, parmi une sélection d'ouvrages choisis par des professionnels. Les sélections sont annoncées à la rentrée des classes et la date limite de vote est fixée à la mi-mars.
En 2011, le Salon du livre et de la presse jeunesse en Seine-Saint-Denis crée les « Pépites du Salon », et en 2012, le Salon et la revue J’aime lire se recentrent sur un unique prix Tam-Tam « J'aime lire », qui récompense le meilleur roman jeunesse destinés aux lecteurs de 7 à 12 ans.
La dernière édition a lieu en 2014.
Les éditions du Rouergue, Thierry Magnier, Gallimard et l'École des loisirs sont très souvent présents dans la sélection proposée.

## Lauréats

### Le prix Tam-Tam 2014
Monsieur Kipu de David Walliams, illustré par Quentin Blake, traduit de l’anglais par Valérie Le Plouhinec (Éditions Albin Michel jeunesse)

### Le prix Tam-Tam 2013
La folle semaine de Clémentine de Sara Pennypacker et Marla Frazee (Éditions Rageot)

### Le prix Tam-tam 2012
Lettres à plumes et à poils de Philippe Lechermeier et Delphine Perret (Éditions Thierry Magnier)

### Les prix Tam-tam 2011
- Dans la catégorie roman J’aime lire (7-11 ans) : Le Mont des Brumes, volume 1 (Les voyages de Théodore) de Susan Schade et Jon Buller (Éditions Bayard jeunesse)
- Dans la catégorie Dlire Manga (9-13 ans) : Une sacrée mamie[4] de Yoshichi Shimada et Saburo Ishikawa (Éditions Delcourt)
- Dans la catégorie Dlire BD (9-13 ans) : 10 petits insectes de Davide Cali et Vincent Pianina (Éditions Sarbacane)
- Dans la catégorie roman Je bouquine (11-15 ans) : Le World Shaker de Richard Harland (Éditions Hélium)

### Les prix Tam-tam 2009-2010
- Dans la catégorie roman J’aime lire (7-11 ans) : Apolline et le chat masqué de Chris Riddell (Éditions Milan jeunesse)
- Dans la catégorie Dlire Manga (9-13 ans) : Fairy Tail de Hiro Mashima (Pika Édition)
- Dans la catégorie Dlire BD (9-13 ans) : La Fille du savant fou de Mathieu Sapin (Éditions Delcourt)
- Dans la catégorie roman Je bouquine (11-15 ans) : Le temps des miracles[5] d'Anne-Laure Bondoux (Éditions Bayard jeunesse)

### Les prix Tam-tam 2008
- Dans la catégorie roman J’aime lire (7-11 ans) : L'arche part à 8 heures d'Ulrich Hub (Éditions Alice jeunesse)
- Dans la catégorie Dlire Manga (9-13 ans) : Keroro de Mine Yoshizaki (Éditions Kana)
- Dans la catégorie Dlire BD (9-13 ans) : Ma Maman est en Amérique, elle a rencontré Buffalo Bill[6] de Jean Regnaud et Émile Bravo (Éditions  Gallimard)
- Dans la catégorie roman Je bouquine (11-15 ans) : Méto d'Yves Grevet (Éditions Syros)

### Les prix Tam-tam 2007
- Dans la catégorie roman J’aime lire (7-11 ans) : La Glu de Mathis (Éditions Thierry Magnier)
- Dans la catégorie Dlire Manga (9-13 ans) : Cross Game 1 de Mitsuru Adachi (Éditions Tonkam)
- Dans la catégorie Dlire BD (9-13 ans) : Nini Patalo 4 : L'important, c'est de gagner! de Lisa Mandel (Éditions Glénat)
- Dans la catégorie roman Je bouquine (11-15 ans) : Le baume du dragon de Silvana Gandolfi (Éditions  du Panama)

### Les prix Tam-tam 2006
- Dans la catégorie roman J’aime lire (7-11 ans) : Kurt et le poisson[7] d'Erlend Loe (Éditions La Joie de lire)
- Dans la catégorie Je bouquine (11-15 ans) : Tobie Lolness de Timothée de Fombelle (Éditions Gallimard)

### Les prix Tam-tam 2005
- Dans la catégorie roman J’aime lire (7-11 ans) : Les chats volants d'Ursula K. Le Guin (Éditions Gallimard, coll. « Folio Cadet »)
- Dans la catégorie roman Je bouquine (11-15 ans) : Une bouteille dans la mer de Gaza de Valérie Zenatti (Éditions L'École des loisirs)

### Les prix Tam-tam 2004
- Dans la catégorie roman J’aime lire (7-11 ans) : Tu parles, Charles ! de Vincent Cuvellier (Éditions du Rouergue)
- Dans la catégorie roman Je bouquine (11-15 ans) : Vol, envol de Monika Feth (Éditions Thierry Magnier)

### Les prix Tam-tam 2003
- Dans la catégorie roman J’aime lire (7-11 ans) : Lulu Bouche-Cousue de Jacqueline Wilson (Éditions Gallimard)
- Dans la catégorie roman Je bouquine (11-15 ans) : Une île trop loin d'Annika Thor (Éditions Thierry Magnier)

### Les prix Tam-tam 2002
- Dans la catégorie roman J’aime lire (7-11 ans) : Marabout d'ficelle, texte de Sébastien Joanniez, illustrations de Régis Lejonc (Éditions du Rouergue)
- Dans la catégorie roman Je bouquine (11-15 ans) : Le Petit Cœur brisé de Moka (L'École des Loisirs)

### Les prix Tam-tam 2001
- Dans la catégorie roman J’aime lire (7-11 ans) : Avril et la Poison d’Henriette Brandford (Éditions Gallimard)
- Dans la catégorie roman Je bouquine (11-15 ans) : Le Royaume de Kensuké de Michael Morpurgo (Éditions Gallimard)

### Les prix Tam-tam 2000
- Dans la catégorie roman J’aime lire (7-11 ans) : Oreille Déchirée de Geoffrey Malone (Casterman)
- Dans la catégorie roman Je bouquine (11-15 ans) : Oh, boy ! de Marie-Aude Murail (L'École des Loisirs)

### Les prix Tam-tam 1999
- Dans la catégorie roman J’aime lire (7-11 ans) : Lola et le fantôme d'Ole Könnecke (L'École des Loisirs)
- Dans la catégorie roman Je bouquine (11-15 ans) : Harry Potter à l’école des sorciers de J. K. Rowling (Éditions Gallimard)

### Les prix Tam-tam 1998
- Dans la catégorie roman J’aime lire (7-11 ans) : Le Grand Méchant Balèze de Willi Fährmann (Hachette Jeunesse)
- Dans la catégorie roman Je bouquine (11-15 ans) : Les Secrets de Faith Green de Jean-François Chabas (Casterman)

### Les prix Tam-tam 1997
- Catégorie J'aime lire : Félix Têtedeveau de Anne-Marie Desplat-Duc, Gérard Franquin (Castor Poche - Flammarion)
- Catégorie Je Bouquine : Le Pianiste sans visage et La Fille de 3e B de Christian Grenier (Cascade - Rageot)

### Les prix Tam-tam 1996
- Catégorie J'aime lire : Verte de Marie Desplechin (Neuf - L’École des Loisirs)
- Catégorie Je Bouquine : L'Ordinatueur de Christian Grenier (Cascade Policier - Rageot)

### Les prix Tam-tam 1995
- Catégorie J'aime lire : Fous de foot de Fanny Joly, Christophe Besse (Roman Huit & Plus - Casterman)
- Catégorie Je Bouquine : Les Oubliés de Vulcain de Danielle Martinigol (Le Livre de poche Jeunesse - Hachette)